# 盧克·提特恩索
盧克·提特恩索（Luke Tittensor，1989年11月3日—）是英國的一位演員。他最著名的作品是獨立電視台肥皂劇愛默戴爾。他也出演過英國第四台電視劇無恥之徒。